# Hagen Melzer
Hagen Meltzer (* 16. června 1959 Budyšín) je bývalý východoněmecký atlet, jehož specializací byl běh na 3000 metrů překážek, tzv. steeplechase, mistr Evropy z roku 1986.

## Sportovní kariéra
Jeho speciální disciplínou byl běh na 3000 metrů překážek. Na mistrovství Evropy v roce 1982 skončil ve finále běhu na 3000 metrů překážek čtvrtý, v premiéře světového šampionátu v Helsinkách o rok později doběhl jedenáctý. Životním úspěchem pro něj byl titul mistra Evropy v běhu na 3000 metrů překážek z roku 1986. Na mistrovství světa v Římě v roce 1987 získal stříbrnou medaili v osobním rekordu 8:10,32. Při startech na světových soutěžích v následujících letech se mu už medaili získat nepodařilo.